# Tríptico del bautismo de Cristo (Gerard David)
Este Tríptico con el bautismo de Cristo es un retablo pintado sobre tabla por el pintor renacentista del gótico tardío o primitivo flamenco Gérard David. Data del período 1502-1508 y se guarda en el Museo Groeninge, de Brujas (Bélgica).
Tiene tres tablas. La del centro mide 127,9 cm de alto por 96,6 cm de ancho. Cada una de las alas miden 132 cm de alto y tienen una anchura diferente: 43,1 y 42,2 cm. 

## Análisis
La del centro está dedicada al tema del Bautismo de Jesús, con Juan el Bautista derramando agua del Jordán sobre Cristo y un ángel a un lado sosteniendo las vestiduras de Cristo. En riguroso eje vertical con Cristo está Dios Padre y una paloma símbolo del Espíritu Santo. En la parte posterior se ha pintado un paisaje de verde luminoso con escenas de la vida de san Juan Bautista. En primer término se representan con detalle hierbas y flores. En las alas laterales está representados los donantes con sus hijos. Izquierda está Jan de Trompes, tesorero de la ciudad de Brujas presentado por Juan el Evangelista, su santo patrón. En el ala de la derecha está su segunda esposa, Elisabeth van der Meersch, presentada por santa Isabel de Hungría.